# Momos (gud)

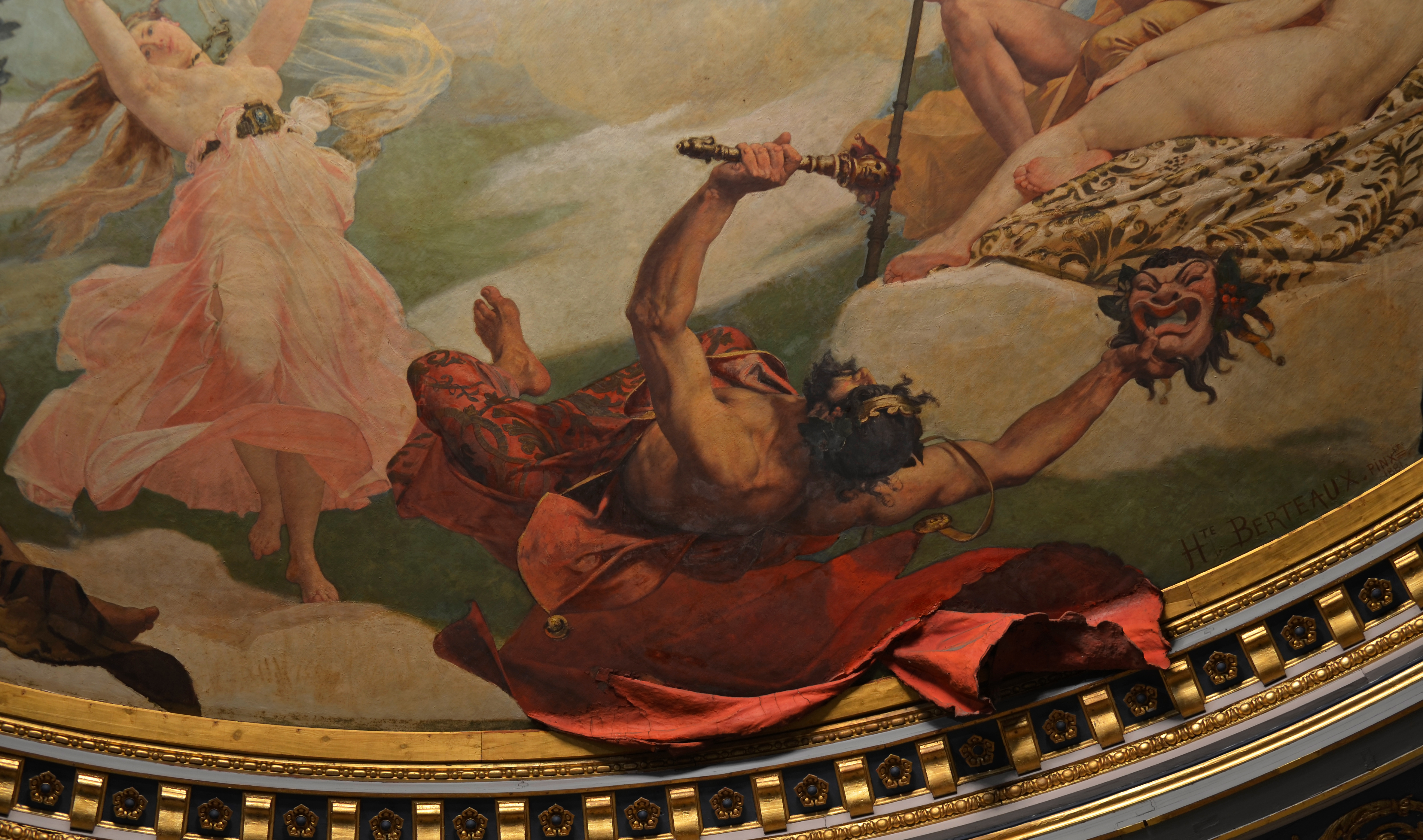
Detalj av en plafond föreställande Momos.

Momos var i grekisk mytologi hånets och kverulansens gud. Han var son till nattens gudinna Nyx.
Momos kunde också dyka upp hos personer som trodde sig ha kommit undan med något brott. Han avbildas inom konsten ofta som en man på väg att ta av sig en teatermask. Momos bodde först på Olympen bland de andra gudarna, men han blev utsparkad för att han retade dem för mycket. När han till slut kallade Herakles för buse och Zeus för sexgalning blev han utsparkad från Olympen.